# Sindrome
Con il termine sindrome si intende, in medicina, un insieme di sintomi e segni clinici che costituiscono le manifestazioni cliniche di una o diverse malattie, indipendentemente dall'eziologia che le contraddistingue. Pertanto diverse malattie possono provocare lo sviluppo della medesima sindrome e, viceversa, la stessa malattia può manifestarsi con più sindromi differenti tra loro.
Il termine sindromologia è invece utilizzato per indicare, in particolare, lo studio delle malattie congenite e il sindromologo è il medico che se ne occupa.

## Caratteristiche
La parola deriva dal greco antico συνδρομή, traducibile "[sintomi] che concorrono insieme", dal suffisso συν, ovvero "con", e da δρόμος, "corsa".
Molte sindromi sono eponime, ovvero sono chiamate con il nome di colui o di coloro che per primi le hanno descritte. Altre vengono indicate con il nome del primo paziente al quale è stata diagnosticata, oppure con riferimento alla geografia, alla storia o alla letteratura.
Sono inoltre diffuse due accezioni semanticamente sbagliate, ma di uso comune anche in ambito medico. Il termine viene sia utilizzato per definire un quadro clinico la cui eziologia non è nota, sia per indicare una malattia rara, la cui eziologia è però spesso ben precisa, perché il quadro sintomatologico risulta di difficile interpretazione.